# Kiril Metkov
Kiril Metkov, född 1 februari 1965, är en bulgarisk tidigare fotbollsspelare.
Kiril Metkov spelade 9 landskamper för det bulgariska landslaget.